# Kaliumperchloraat
Kaliumperchloraat is het anorganische zout met de chemische formule KClO₄. Net als andere perchloraten is dit zout een sterke oxidator wanneer de vaste stof bij hoge temperatuur wordt verhit, hoewel het meestal zeer langzaam reageert in oplossing met reductiemiddelen of organische stoffen. Dit kleurloze kristallijne vaste stof is een veelgebruikte oxidator in vuurwerk, slaghoedjes voor munitie, ontstekingslagen voor explosieven, en wordt op diverse manieren gebruikt in drijfgassen, flitsmengsels, sterren en sterretjes. Het is ook gebruikt als vaste raketbrandstof, hoewel het voor die toepassing grotendeels is vervangen door het beter presterende ammoniumperchloraat.
KClO₄ heeft een relatief lage oplosbaarheid in water (1,5 g in 100 mL water bij 25 °C).

## Productie
Kaliumperchloraat in kristalvorm wordt industrieel bereid door een waterige oplossing van natriumperchloraat te behandelen met kaliumchloride. Deze enkele neerslagreactie maakt gebruik van de lage oplosbaarheid van KClO₄, die ongeveer 1/100 bedraagt van de oplosbaarheid van NaClO₄ (209,6 g/100 mL bij 25 °C).
Het kan ook worden geproduceerd door chloorgas door een oplossing van kaliumchloraat en kaliumhydroxide te bubbelen,[bron nodig] en door de reactie van perchloorzuur met kaliumhydroxide; dit wordt echter weinig gebruikt vanwege de gevaren van perchloorzuur.
Een andere methode omvat de elektrolyse van een kaliumchloraatoplossing, waarbij KClO₄ vormt en neerslaat aan de anode. Dit proces wordt bemoeilijkt door de lage oplosbaarheid van zowel kaliumchloraat als kaliumperchloraat, waarbij de laatste op de elektroden kan neerslaan en de stroom kan belemmeren.

## Oxiderende eigenschappen
KClO₄ is een oxidator in de zin dat het exotherm "zuurstof overdraagt" aan brandbare materialen, waardoor hun verbrandingssnelheid aanzienlijk toeneemt in vergelijking met verbranding in lucht. Zo reageert het met glucose om koolstofdioxide, watermoleculen en kaliumchloride te vormen:
3 KClO₄ + C₆H₁₂O₆ → 6 CO₂ + 6 H₂O + 3 KCl
De omzetting van vaste glucose in heet gasvormig CO₂ is de basis van de explosieve kracht van dit en soortgelijke mengsels. Met suiker levert KClO₄ een laag explosief op, mits voldoende ingesloten. Anders ontbranden dergelijke mengsels simpelweg met een intense paarse vlam, kenmerkend voor kalium. Flitsmengsels in vuurwerk bestaan meestal uit een mengsel van aluminiumpoeder en kaliumperchloraat. Dit mengsel, soms flitspoeder genoemd, wordt ook gebruikt in grond- en luchtvuurwerk.
Als oxidator kan kaliumperchloraat veilig worden gebruikt in aanwezigheid van zwavel, in tegenstelling tot kaliumchloraat. De hogere reactiviteit van chloraat is typisch – perchloraten zijn kinetisch slechtere oxidatoren. Chloraat produceert chloorzuur (HClO₃), dat zeer onstabiel is en tot voortijdige ontsteking van het mengsel kan leiden. Perchloorzuur (HClO₄) is daarentegen vrij stabiel.
Voor commercieel gebruik wordt kaliumperchloraat 50/50 gemengd met kaliumnitraat om Pyrodex te maken, een substituut voor buskruit. Wanneer het niet wordt samengeperst in een voorlaadwapen of in een patroon, brandt het langzaam genoeg om niet te worden geclassificeerd als een "laag explosief" zoals buskruit, maar als "brandbaar" materiaal.

## Betwist medisch gebruik
Kaliumperchloraat kan worden gebruikt als een schildklierremmer voor de behandeling van hyperthyreoïdie, meestal in combinatie met een ander medicijn. Deze toepassing maakt gebruik van de vergelijkbare ionstraal en hydrofiliciteit van perchloraat en jodide.
De toediening van bekende strumaverwekkende stoffen kan ook worden gebruikt om de biologische opname van jodium te verminderen, of het nu gaat om voedingsjodium-127 of radioactief jodium, meestal jodium-131 (halfwaardetijd = 8,02 dagen), aangezien het lichaam geen onderscheid kan maken tussen verschillende jodiumisotopen. Perchloraationen, een veelvoorkomende waterverontreiniging in de VS door de ruimtevaartindustrie, verminderen de jodiumopname en worden daarom geclassificeerd als strumaverwekkend. Perchloraationen zijn competitieve remmers van het proces waarbij jodide actief wordt opgenomen in de schildklierfollikelcellen. Studies met gezonde volwassen vrijwilligers toonden aan dat bij niveaus boven 7 microgram per kilogram per dag (μg/(kg·d)) perchloraat tijdelijk de schildklier remt bij het opnemen van jodium uit het bloed ("jodide-opnameremming", waardoor perchloraat een bekende strumaverwekker is).
De vermindering van de jodidepool door perchloraat heeft een dubbel effect – vermindering van overmatige hormoonsynthese en hyperthyreoïdie aan de ene kant, en vermindering van schildklierremmersynthese en hypothyreoïdie aan de andere kant. Perchloraat blijft zeer nuttig als eenmalige toediening bij tests die de afgifte meten van radiojodide dat zich in de schildklier heeft opgehoopt als gevolg van verstoringen in het verdere jodidemetabolisme in de schildklier.
Behandeling van thyreotoxicose (inclusief de ziekte van Graves) met 600-2000 mg kaliumperchloraat (430-1400 mg perchloraat) per dag gedurende enkele maanden of langer was ooit een gangbare praktijk, vooral in Europa.[10][12] Tegenwoordig wordt perchloraat in lagere doses nog steeds gebruikt voor schildklierproblemen.[13] Hoewel aanvankelijk 400 mg kaliumperchloraat, verdeeld over vier of vijf dagelijkse doses, effectief was, werden hogere doses geïntroduceerd toen bleek dat 400 mg/d niet alle gevallen van thyreotoxicose onder controle kon houden.
Huidige behandelingsregimes voor thyreotoxicose (inclusief de ziekte van Graves), wanneer een patiënt wordt blootgesteld aan extra jodiumbronnen, omvatten vaak 500 mg kaliumperchloraat tweemaal daags gedurende 18-40 dagen.
Profylaxe met perchloraathoudend water met een concentratie van 17 ppm, overeenkomend met een inname van 0,5 mg/(kg·d) voor een persoon van 70 kg die 2 liter water per dag drinkt, verminderde de baseline van radiojodiumopname met 67%. Dit komt overeen met het innemen van slechts 35 mg perchloraationen per dag. In een andere studie waarbij proefpersonen slechts 1 liter perchloraathoudend water per dag dronken met een concentratie van 10 ppm (dus 10 mg perchloraationen per dag), werd gemiddeld een 38% vermindering van de jodiumopname waargenomen.
Echter, wanneer de gemiddelde perchloraatopname bij werknemers in perchloraatfabrieken met de hoogste blootstelling werd geschat op ongeveer 0,5 mg/(kg·d), zoals hierboven beschreven, zou een 67% vermindering van de jodiumopname worden verwacht. Studies bij chronisch blootgestelde werknemers hebben tot nu toe echter geen afwijkingen in de schildklierfunctie kunnen aantonen, inclusief de jodiumopname.Dit kan worden toegeschreven aan voldoende dagelijkse blootstelling of inname van stabiel jodium-127 bij deze werknemers en de korte biologische halfwaardetijd van perchloraat in het lichaam van 8 uur.
Om de opname van jodium-131 (halfwaardetijd = 8,02 dagen) volledig te blokkeren door opzettelijke toevoeging van perchloraationen aan het drinkwater, gericht op doseringen van 0,5 mg/(kg·d) of een waterconcentratie van 17 ppm, zou daarom volstrekt onvoldoende zijn om de radiojodiumopname significant te verminderen. Perchloraationconcentraties in een regionale watervoorziening zouden veel hoger moeten zijn, minimaal 7,15 mg/kg lichaamsgewicht per dag of een waterconcentratie van 250 ppm (uitgaande van 2 liter waterconsumptie per dag), om daadwerkelijk effectief te zijn in het voorkomen van bioaccumulatie bij blootstelling aan jodium-131-verontreiniging, onafhankelijk van de beschikbaarheid van jodaat- of jodideverbindingen.
De distributie van perchloraattabletten of de toevoeging van perchloraat aan het drinkwater zou 80-90 dagen (~10 halfwaardetijden van 8,02 dagen) na de vrijgave van jodium-131 moeten worden voortgezet. Na deze tijd zou het radioactieve jodium-131 zijn vervallen tot minder dan 1/1000 van zijn oorspronkelijke activiteit, waarna het gevaar van biologische opname van jodium-131 vrijwel verdwenen is.

## Beperkingen en kritiek
Perchloraattoediening zou dus een mogelijk alternatief kunnen zijn voor jodiumtabletten in geval van een grootschalig nucleair ongeval waarbij grote hoeveelheden jodium-131 in de atmosfeer vrijkomen. De voordelen zijn echter niet altijd duidelijk en zouden afhangen van de omvang van een hypothetisch nucleair ongeval. Net als bij de inname van stabiel jodium om de schildklier snel te verzadigen voordat het radioactief jodium-131 opneemt, moet eerst een zorgvuldige kosten-batenanalyse worden uitgevoerd door de nucleaire veiligheidsautoriteiten. Het blokkeren van de schildklieractiviteit van een hele bevolking gedurende drie maanden kan immers ook negatieve gevolgen hebben voor de gezondheid, vooral voor jonge kinderen.
De beslissing over perchloraat- of stabiele jodiumtoediening kan dus niet aan het individu worden overgelaten en valt onder de verantwoordelijkheid van de overheid in geval van een groot nucleair ongeval.
Het direct toedienen van perchloraat of jodium aan het drinkwater is waarschijnlijk even restrictief als tabletdistributie.